# Смит, Керр
Керр Ван Клив Смит (англ. Kerr Van Cleve Smith, род. 9 декабря 1975 года в Экстоне, штат Пенсильвания США). 

## Ранние годы
Керр Смит родился в пригороде Экстон (недалеко от Филадельфии) окружного центра Уэст-Честер округа Честер штата Пенсильвания США. Его отец работал финансовым консультантом. Начальную школу Смит окончил в родном городе, а старшую — в окружном городе Уэст-Честер в 1990 году. Затем поступил в Вермонтский университет. Керр Смит имеет степень бакалавра по специальности «бизнес-администрация».
Керр — девичья фамилия бабушки.

## Карьера
Первый актёрский опыт Смита — эпизодическая роль в фильме «12 обезьян», вышедшем на экраны в 1995 году, в котором он снялся вместе с матерью. Сцена с Керром была вырезана, но сцена, в которой участвует его мать, осталась. Через год Керр Смит получил небольшую роль в американском телесериале «Как вращается мир». В сериале «Бухта Доусона» Смит сыграл одну из главных ролей, Джека Макфи, который появляется во втором сезоне 16-летним учеником и постепенно осознает, что он — гей. Поцелуй Керра Смита с Адамом Кауфманом в эпизоде «Настоящая любовь» был первым в истории американского телевидения гей-поцелуем.
В 2000 году Смит снимался в фильме «Пункт назначения», где исполнил одну из главных ролей. Также он принимал участие в съёмках 7 сезона телесериала «Зачарованные», где сыграл роль Кайла Броди — федерального агента, влюблённого в одну из главных героинь фильма, Пейдж Мэтьюс, убитого и становящегося ангелом-хранителем. В 2010—2011 годах Керр Смит снимался в телесериале «Жизнь непредсказуема», а в 2014—2018 годах — в телесериале «Фостеры».

## Личная жизнь
7 июня 2003 года Смит женился на фотографе и актрисе Хармони Эверетт (англ. Harmoni Everett) в городе Палм-Спрингс, штат Калифорния США, с которой познакомился в 2000 году в городе Ванкувер, Канада. Одна из самых известных работ Эверетт — восьмая серия пятого сезона сериала «За гранью возможного». 20 марта 2009 года Смит подал заявление на развод после шести лет брака, который завершился 30 октября 2009 года.
У Керра Смита есть собака по кличке Пат. В крупном курортном городе Парк-Сити, штат Юта, США, месте проведения международного кинофестиваля Сандэнс, у Керра есть дом, который он и его семья используют во время отпусков, занимаясь лыжным спортом.

## Фильмография
| Год       |     | Русское название                            | Оригинальное название                     | Роль                             |
| --------- | --- | ------------------------------------------- | ----------------------------------------- | -------------------------------- |
| 1996—1997 | с   | Как вращается мир                           | As the Worlds Turns                       | Райдер Хьюз / Тедди Эллисон Хьюз |
| 1998      | с   | Спасатели Малибу                            | Baywatch                                  | Шон                              |
| 1998—2003 | с   | Бухта Доусона                               | Dawson’s Creek                            | Джек Макфи                       |
| 1999      | ф   | —                                           | Hit and Runway                            | Джоуи Ворклуковски               |
| 1999      | ф   | —                                           | Lucid Days in Hell                        | Келли                            |
| 2000      | ф   | Клуб разбитых сердец: Романтическая комедия | The Broken Hearts Club: A Romantic Comedy | Катчер                           |
| 2000      | ф   | Пункт назначения                            | Final Destination                         | Картер Хортон                    |
| 2000      | с   | C.S.I.: Место преступления                  | C.S.I: Crime Scene Investigation          | парень Коллинза                  |
| 2001      | ф   | Ночь вампиров                               | The Forsaken                              | Шон                              |
| 2001      | с   | За гранью возможного                        | The Outer Limits                          | Зак Бернем                       |
| 2002      | ф   | Под прессом                                 | Pressure                                  | Стив Хиллман                     |
| 2002      | тф  | Критическая масса                           | Critical Assembly                         | Бобби Деймон                     |
| 2003      | с   | Сваха                                       | Miss Match                                | Санта-Клаус                      |
| 2004      | в   | Жестокие игры 3                             | Cruel Intentions 3                        | Джейсон Аргайл                   |
| 2004      | кор | —                                           | Road Kill                                 | Джейсон                          |
| 2004      | тф  | —                                           | Silver Lake                               | Деннис Паттерсон                 |
| 2004—2005 | с   | Зачарованные                                | Charmed                                   | Кайл Броди                       |
| 2005      | с   | C.S.I.: Место преступления Майами           | C.S.I: Miami                              | Мэттью Уилтон                    |
| 2005      | с   | Ищейка                                      | The Closer                                | Блейк Роулингс                   |
| 2005—2006 | с   | Последний рубеж                             | E-Ring                                    | Бобби Уилкерсон                  |
| 2006—2007 | с   | Правосудие                                  | Justice                                   | Том Николсон                     |
| 2007      | с   | C.S.I.: Место преступления Нью-Йорк         | C.S.I.: NY                                | Дрю Бедфорд                      |
| 2008      | ф   | —                                           | Crossroads                                | Джон Сматерс                     |
| 2008—2009 | с   | Элай Стоун                                  | Eli Stone                                 | Пол Роллинс                      |
| 2009      | ф   | Мой кровавый Валентин                       | My Bloody Valentine                       | Аксель Палмер                    |
| 2009      | ф   | —                                           | Civil Strife                              | Джон Сматерс                     |
| 2009      | с   | Забытые                                     | The Forgotten                             | Патрик Дент                      |
| 2009      | ф   | —                                           | After Action Review                       | Джон Сматерс                     |
| 2010—2011 | с   | Жизнь непредсказуема                        | Life Unexpected                           | Райан Томас                      |
| 2011      | с   | Морская полиция: Спецотдел                  | NCIS                                      | лейтенант Джонас Кобб            |
| 2012      | кор | —                                           | Death Artists, Inc.                       | Стивен                           |
| 2013      | тф  | Сэйдж рисует небо                           | Saige Paints the Sky                      | мистер Коупленд                  |
| 2014      | ф   | Где живёт мечта                             | Where Hope Grows                          | офицер Минниар                   |
| 2014      | с   | Мыслить как преступник                      | Criminal Minds                            | Фрэнк Коулс                      |
| 2014      | ф   | Что за идиот                                | What an Idiot                             | Майк                             |
| 2014—2018 | с   | Фостеры                                     | The Fosters                               | Роберт Куинн                     |
| 2015      | с   | Сталкер                                     | Stalker                                   | Джон Бардо                       |
| 2016      | с   | Агенты «Щ.И.Т.»                             | Agents of S.H.I.E.L.D.                    | Джозеф Бауэр                     |
| 2016      | ф   | Кровавый след                               | Criticsized                               | Уильям Рейнольдс                 |
| 2017      | с   | Сомнение                                    | Doubt                                     | Пи Джей Аррингтон                |
| 2018      | с   | Коллективный разум                          | Wisdom of the Crowd                       | супервайзер Симко                |
| 2019      | с   | Морская полиция: Лос-Анджелес               | NCIS: Los Angeles                         | Дэвид Росс                       |
| 2019      | с   | Навстречу тьме                              | Into the Dark                             | Шейн                             |
| 2019—2020 | с   | Ривердейл                                   | Riverdale                                 | директор Холден Хани             |